# 但丘石碑

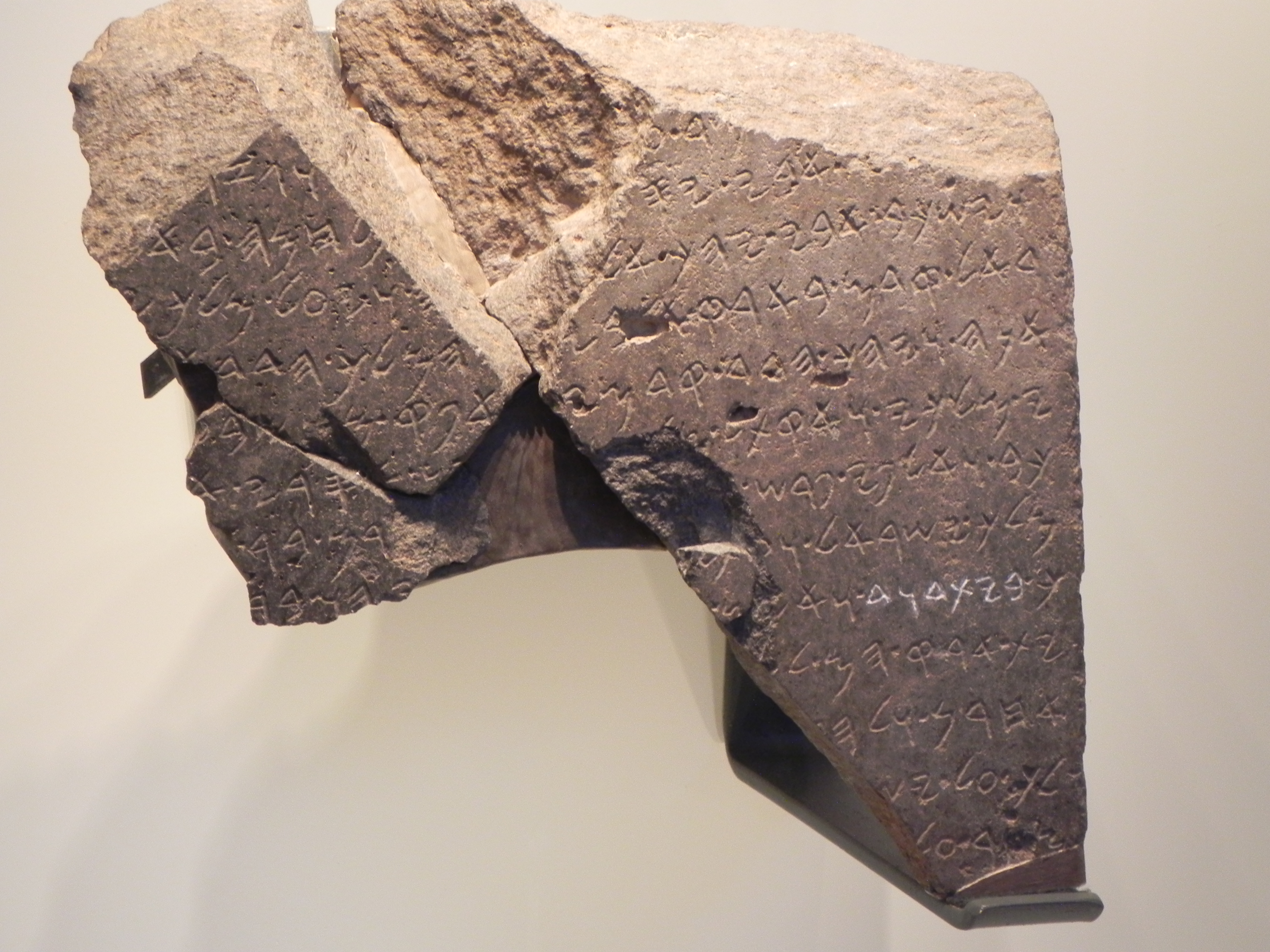
但丘石碑

但丘石碑（ Tel Dan Stele） 是一黑玄武岩碑，为以色列国北部边境外的某位亚兰人国王所立。亚兰文字碑文记载了这位国王对以色列国的胜利。现存的碑文片段没有记载国王的名字，但学界认为这是一位亞蘭大馬士革的国王。从石碑的文字、时间和所在地分析，很可能是哈薛（Hazael），或者是他的儿子 Bar Hadad II/III。这父子两代大马士革王都与以色列国为敌。人们在但丘（Tel Dan）发现了石碑。但丘（Tel Dan）先前名为Tell el-Qadi，这是古代以色列国北部边境城市但的遗存土丘。石碑残片A发现于1993年。石碑残片B1和B2于1994年同时被发现。
石碑的年代被鉴定为公元前9世纪或前8世纪。公元前8世纪这个界限是由亚述人的征服导致的破坏层确定的，这次亚述人的征服由文献明确记载，可确定为公元前733年到前732年。石碑残片发现的层面在此破坏层之下。可以肯定亚述人的征服发生在石碑竖立之后。石碑竖立之后被击碎，碎片被用作但丘某建筑工程的材料，据推测是希伯来人所为。现在难以推测这些事件的准确年代。
石碑描绘的大马士革亚兰国对以色列国和犹大国的军事优势大致可定在公元前841年到前798年。正相当于以色列国耶户（Jehu）和约阿施（Jehoahaz）两代王在位的这段时间的初期，也相当于犹大国王亚哈谢（Achazyahu或Ahaziah）和以色列国王约兰（Yoram或Joram）的在位时间的末期。上述的年代学推算基于Yohanan Aharoni （Tel Aviv University）死后出版的著作，以及Michael Avi-Yonah和Anson F. Rainey 以及 Ze'ev Safrai协作的研究。上述的几位学者对亚兰人相对以色列国和犹大国的军事优势的年代学推算完成在石碑被发现之前。因此这项推算没有反映任何偏见，无论是对石碑的年代定位也好，还是对Aramean对以色列国和犹大国的军事胜利也好。
现存的残片保存了部分石碑文。但这部分碑文已经引起关心圣经考古学的人士的兴奋。人们的注意力集中在这几个字母“ביתדוד”，用拉丁字母拼写就是BYTDWD。当时的字母文字仅有辅音字母没有元音字母。这里出现的BYTDWD与希伯莱文词汇“大卫王室”是相同的。尽管有人以另一种释读方法把这几个字母中间加上元音读作地名Bethdod，BYT这个音节的意思是家（house），地名伯利恒Bethlehem的Beth的古代文字形式就是BYT。而音节DWD的含义可能是“被爱的”、“水壶”或者“叔叔”。地名亚实突Ashdod的dod就是这个音节。那么BYTDWD两个音节合起来就是地名Bethdod。 如果碑文释读是正确的话，这是“大卫”这个名字第一次在考古学资料中得到辨识。如同米沙石碑一样，但丘石碑是炫耀武功的纪念碑。部分学者认为“大卫王室”这个词在米沙石碑的一行部分破损的碑文中出现。

## 碑文的译文
碑文的逐行译文来自André Lemaire。碑文残缺或者模糊不可辨认部分以“[……]”表示。 
第1行： [.....................].......[...................................] 切 [.........................]

第2行： [.........] 我的父亲北上 [....................]与[....]作战

第3行： 我的父亲去世，他与他[列祖]同睡。然后以[色列]王 

第4行： [以]色列王侵入了我父亲的国土。Hadad立寡人为王

第5行： Hadad立于寡人面前，寡人于 [.....] 启程[.................]

第6行： 臣服于寡人的诸王。寡人斩杀两强王，他们统御两千[.....]

第7行： 暴乱和二千骑兵。 [寡人斩杀]Joram ，[Ahab]之子。   

第8行： 以色列王，寡人斩杀[Achaz]yahu ，[Joram ]王之子。

第9行： 大卫王室。寡人设立[.......................................................]

第10行：他们的土地 ...[.......................................................................................]

第11行：其他...[......................................................................... 和 Jehu ru-]

第12行：领导以[色列...................................................................................]

第13行：围困[............................................................]

## 圣经相关章节
《旧约圣经》《列王纪下》

8:7  以利沙来到大马士革，亚兰王便哈达正患病。有人告诉王说，神人来到这里了。

8:8  王就吩咐哈薛说，你带着礼物去见神人，托他求问耶和华，我这病能好不能好。

8:9  于是哈薛用四十个骆驼，驮着大马士革的各样美物为礼物，去见以利沙。到了他那里，站在他面前，说，你儿子亚兰王便哈达打发我来见你，他问说，我这病能好不能好。

8:10 以利沙对哈薛说，你回去告诉他说，这病必能好。但耶和华指示我，他必要死。

8:11 神人定睛看着哈薛，甚至他惭愧。神人就哭了。

8:12 哈薛说，我主为什么哭。回答说，因为我知道你必苦害以色列人，用火焚烧他们的保障，用刀杀死他们的壮丁，摔死他们的婴孩，剖开他们的孕妇。

8:13 哈薛说，你仆人算什么，不过是一条狗，焉能行这大事呢。以利沙回答说，耶和华指示我，你必作亚兰王。

8:14 哈薛离开以利沙，回去见他的主人。主人问他说，以利沙对你说什么。回答说，他告诉我你必能好。

8:15 次日，哈薛拿被窝浸在水中，蒙住王的脸，王就死了。于是哈薛篡了他的位。

8:28 他与亚哈(Ahab，同碑文记载)的儿子约兰(以色列王Joram,同碑文记载)同往基列的拉末去，与亚兰王哈薛争战。亚兰人打伤了约兰，

9:15 但约兰王回到耶斯列，医治与亚兰王哈薛打仗所受的伤。耶户说，若合你们的意思，就不容人逃出城往耶斯列报信去。

9:16 于是耶户坐车往耶斯列去，因为约兰病卧在那里。犹大王亚哈谢已经下去看望他。

## 引注
1. 1 2  Yohanan Aharoni, Michael Avi-Yonah, Anson F. Rainey, Ze'ev Safrai, The Macmillan Bible Atlas, 3rd Edition, Macmillan Publishing: New York, 1993, p. 100.
2. ↑   Davies, P.R. 1994. “‘House of David’ Built on Sand: The Sins of the Biblical Maximizers.” Biblical Archaeology Review 20/4.